# Warwara Stiepanowa
Warwara Fiodorowna Stiepanowa (ros. Варва́ра Фёдоровна Степа́нова; ur. 9 października?/21 października lub 4 listopada 1894 w Kownie, zm. 20 maja 1958 w Moskwie) – rosyjska malarka, awangardowa projektantka ubioru i tkanin, graficzka oraz scenografka.

## Życiorys
Urodziła się w Kownie. Ukończyła szkołę średnią z wyróżnieniem. By móc studiować malarstwo na akademii w Kazaniu (ok. 1910–1911), zawarła małżeństwo z architektem Dmitrijem Fiedorowem, który kilka lat później poległ w czasie pierwszej wojny światowej. Podczas studiów poznała swojego przyszłego partnera artystycznego i męża Aleksandra Rodczenkę. W 1912 lub 1913 roku przeniosła się do Moskwy, gdzie szkoliła się w pracowniach malarskich Ilji Maszkowa i Konstantina Juona. W tym czasie utrzymywała się, pracując jako księgowa i sekretarka. W latach 1913–1914 studiowała na Moskiewskim Państwowym Artystyczno-Przemysłowym Uniwersytecie. W 1916 roku zamieszkała z Rodczenką. Para razem włączyła się w działania rosyjskiej awangardy.
Z początku Stiepanowa tworzyła pod silnym wpływem kubofuturyzmu. Na krótko związała się z grupą futurystycznych poetów, tworząc poezję wizualną metodą kolażu, zainspirowana twórczością Aleksieja Kruczonycha. Podstawowym elementem konstrukcji jej wierszy były dźwięki, a nie znaczenie słów. Pierwszy, ręcznie wykonany tomik graficznej poezji stworzyła w 1918 roku. W kolejnym zbiorze Gaust Chaba połączyła akwarelę z kolażem i odręcznym pismem, tłem zaś były zadrukowane strony gazet.
Pracowała w Izo Narkomprosie (wydziale sztuk wizualnych Ludowego Komisariatu Oświaty Rosyjskiej FSRR), jako jedna z pierwszych związała się także z Instytutem Kultury Artystycznej (Inchuk). Na początku lat 20. namalowała serię obrazów przedstawiających zgeometryzowane postaci, która zdobyła uznanie krytyki, należącą do najważniejszych prac Stiepanowej. W marcu 1921 roku, wraz z Aleksiejem Ganem i Rodczenką, współzałożyła pierwszą grupę roboczą konstruktywistów. Tego samego roku wystawiła swoje prace z Rodczenką, Lubow Popową, Aleksandrem Wesninem i Aleksandrą Ekster na przełomowej wystawie 5 × 5 = 25. Brała również udział w wystawach krajowych. Jej zamiłowanie do tekstury malarskiej znalazło później odbicie w projektach tkanin.
Wraz z Rodczenką, Popową i Władimirem Tatlinem sprzeciwiała się idei sztuki dla sztuki, proponując zamiast tego wizję sztuki praktycznej, posiadającej konkretną funkcję. W rezultacie w 1922 roku porzuciła malarstwo na rzecz teatru i projektowania graficznego, współpracując z reżyserem Wsiewołodem Meyerholdem przy produkcji sztuki Śmierć Tarełkina, dla której zaprojektowała dynamiczną, zgeometryzowaną scenografię i kostiumy w dwukolorowe, geometryczne wzory. Scenografia składała się z ruchomych elementów, które można było dowolnie układać lub używać na kilka sposobów, w zależności od potrzeb aktorów. W swoich kolejnych projektach ubioru i tkanin ponownie wykorzystywała geometryczne wzory. Zaprojektowała 150 wzorów dla państwowej fabryki tkanin, z czego jedynie 20 projektów zostało zrealizowanych. Zajmowała się także teorią produkcji odzieży, a w szczególności strojów sportowych, prezentując swoje poglądy na łamach magazynu „LEF”, dla którego tworzyła również grafiki. W latach 1924–1925 wykładała tkaninę na Wchutiemasie. W 1929 roku jej projekty tkanin zostały wyróżnione podczas wystawy tkanin w Galerii Tretiakowskiej.
W drugiej połowie lat 20. regularnie tworzyła ilustracje i grafiki do periodyków, książek i filmów. Wraz z Rodczenką współpracowała z poetą Władimirem Majakowskim: ona projektowała dla niego plakaty, a Rodczenko ilustrował tomiki poetyckie. W następnej dekadzie projektowanie graficzne i typograficzne było jej główną formą działalności artystycznej. Zajmowała się nimi do lat 50. Pod koniec lat 20. jej awangardowy dorobek został poddany ostrej krytyce stalinowskiego establishmentu, a jej postać stopniowo uległa marginalizacji.
W 1938 roku powróciła do malarstwa, tworząc pejzaże o wyrazistej fakturze i w przygaszonych barwach.
Zmarła 20 maja 1958 roku w Moskwie.

## Wybrane wystawy zbiorowe
- 1914: Moskiewski Salon[3]
- 1920: Wystawa Czterech Artystów (Kandinsky, Rodczenko, Sinezubow, Stiepanowa), Moskwa[3]
- 1921: 5 × 5 = 25, Moskwa[6]
- 1924: Biennale w Wenecji[3]
- 1925: Exposition Internationale des Arts Décoratifs, Paryż[3]
- 1982: Moscou-Paris, Centre Georges Pompidou, Paryż[3]
- 1984: Rodchenko-Stepanova, Palazzo Braschi, Rzym[3]
- 1984: Art into Production, Museum of Modern Art, Oksford[3]
- 1991: The Future Is Our Only Goal, Muzeum Sztuki Użytkowej, Wiedeń[3]
- 2016: A Revolutionary Impulse: the Rise of the Russian Avant-Garde, Museum of Modern Art, Nowy Jork[6]